# Lee Meriwether
Lee Meriwether, nome artístico de Lee Ann Meriwether (Los Angeles, 27 de maio de 1935), é uma atriz estadunidense, mais conhecida pelo papel da Dra. Ann McGregor na série de TV O Túnel do Tempo.
A ex-miss EUA Lee Meriwether foi a segunda Mulher-Gato, chamada para substituir Julie Newmar no primeiro filme colorido do Batman (Batman: O Homem-Morcego/Batman & Robin: A Dupla Dinâmica).
Lee foi muito bem aceita pelos fãs, já que lembrava Julie, porém usou uma máscara no filme. Após o filme, Lee foi chamada para outros trabalhos, mas não teve a chance de representar a personagem no seriado de TV.

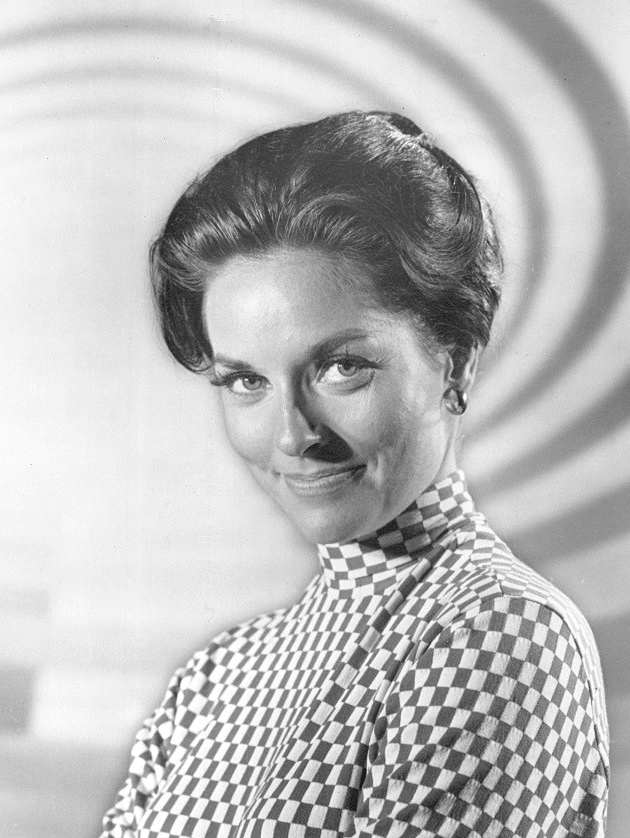
Lee Meriwether em foto promocional de The Time Tunnel

## Curiosidades
- Lee foi Miss EUA em 1955.
- Foi integrante de séries como "The Time Tunnel" ("Tunel do Tempo"), "Barnaby Jones: O Detetive", e até mesmo nas primeiras sessões de "Missão Impossível".
- Também esteve no elenco de "All My Children" mesmo quando "os anos começaram a pesar no rosto".
- Interpretou a Mulher-Gato em “Batman: The Movie”, de 1966.
- Lee Meriwether nunca apareceu no seriado Batman como a Mulher-Gato, mas apareceu em um episódio duplo como Lisa Carson, personagem que é raptada pelo Rei Tut.
- Apesar da semelhança física com Julie Newmar, Lee usou uma máscara no filme de Batman. Esse acessório acabou sendo implementado mais tarde no uniforme do seriado.
- Participou do episódio "O sobrevivente" da terceira temporada da série original de Jornada nas Estrelas. Fez a personagem Losira, uma reprodução computadorizada da última sobrevivente de uma raça alienígena desaparecida há milênios.

## Filme deBatman(1966)

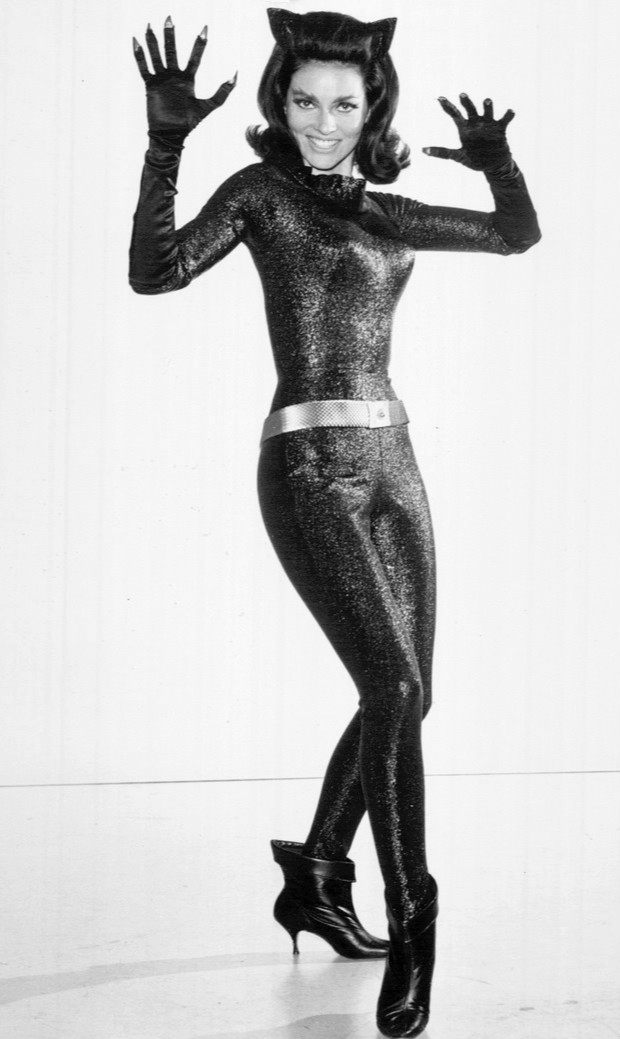
Lee Meriwether como a Mulher-Gato do filme do Batman de 1966

Quando Batman (Adam West) e Robin (Burt Ward) obtém uma pista em como o Comodoro Schmidlapp (Reginald Denny) está em perigo a bordo do seu iate, eles põem em curso uma missão de salvamento. Mas a pista que eles tinham, revela-se uma armadilha dos quatro vilões mais poderosos de sempre, que procuram derrotar o Duo Dinâmico. Armados com o Desidratador que torna homens em pó, o terrível quarteto procura assim conquistar o mundo. Será que os Cruzados de Gotham City vão conseguir usar o seu grande heroísmo e as suas engenhocas, para tirar as garras à Mulher-Gato (Lee Meriwether), gelar o Pingüim (Burgess Meredith), tirar o protagonismo ao Joker/ Coringa (Cesar Romero) e confundir o Enigma/Charada a tempo?

## Filmografia
- Sunset Stories (2012) .... Marie
- Desperate Housewives .... Doris (1 episódio, 2012)
- Hell's Kitty (2011) Seriado de TV .... Grandma Kyle (episódios desconhecidos)
- Secret Identity (2011) .... Faye Florence
- Vanquish (2010) (voz)
- No Limit Kids: Much Ado About Middle School (2010) .... Katie
- Bula's Fortune (2009) .... Bula
- Wizards of Waverly Place .... Battle Diva (1 episódio, 2008)
- Twisted Faith (2008) .... Mother Clare
- Metal Gear Solid 4: Guns of the Patriots (2008) (voz)
- Touching Home (2008) .... Helen
- Say It in Russian (2007) .... Party guest
- The Ultimate Gift (2006) .... Miss Hastings
- Gone Postal (2005) .... Fran
- Return to the Batcave: The Misadventures of Adam and Burt (2003) (TV) .... Garçonete
- "All My Children" (1970) Série de TV.... Ruth Parker Brent Martin, R. N. #2 (1996-1998, 2002-) ... conhecido por "All My Children: The Summer of Seduction" (1970) (título nos EUA)
- "Caiu do Céu/O Toque de um Anjo" (2000) Série de TV Episódio "The Face on the Bar Room Floor"... Karla
- "Duckman TV (1996) Episódio "Pig Amok"... Widow Liebner
- "Assassinato por Escrito Série de TV 3 episódios (1985-95)
- "Justiça Cega (1992) Série de TV Episódio "Happy Mother's Day"
- "The Munsters Today" ("Os Monstros: Hoje!")(1988) Série de TV.... Lily Monstro ... também conhecido como "The New Munsters" (1988) (EUA)
- "Jake & McCabe" (1991) Série de TV Episódio "Nevertheless"... Ellen Kurtin
- Jonathan Winters: On the Ledge (1987) (TV) .... Várias personagens
- "Hotel" (1985) Série de TV, também conhecida como "Arthur Hailey's Hotel" Episódio "Cry Wolf"... Addie Meredith
- Aliens From Another Planet (1982) (TV) .... remontagem de dois episódios da séirie O Túnel do Tempo Dr. Ann MacGregor
- Tourist (1980) (TV) .... Lulu Flemington
- Mirror, Mirror (1979) (TV) .... Vanessa Wagner
- True Grit (1978) (TV) .... Annie Sumner ...conhecido como True Grit: A Further Adventure (1978) (TV)
- Cruise Into Terror (1978) (TV) .... Lil Mather ... conhecido como Voyage Into Evil (1978) (TV) (EUA)
- Having Babies II (1977) (TV) .... Martha Cooper
- "Match Game PM" (1975) Série de TV.... Panelist
- The Brothers O`Toole (1973) .... Paloma Littleberry conhecida como Senhora Desperate
- Barnaby Jones (1973) Série de TV.... Betty Jones
- "The New Andy Griffith Show" (1971) Série de TV.... Lee Sawyer
- The Undefeated .... Margaret Langdon
- Angel in My Pocket (1969) .... Mary Elizabeth Whitehead
- The Legend of Lylah Clare (1968)
- Jornada nas Estrelas, episódio "O sobrevivente" (1968), como Losira.
- The Time Tunnel (1966) Série de TV.... Dr. Ann MacGregor
- Namu, the Killer Whale (1966) .... Kate Rand .Também conhecido como "Namu, My Best Friend" (1966)
- Batman (1966) .... Mulher-Gato/Camarada Kitanya "Kitka" Irenya Tantanya Karenska Alisoff ... conhecido como "Batman: The Movie" (1966) (EUA: título do DVD)
- "The Young Marrieds" (1964) Série de TV... Ann Reynolds #1 (1964)
- The Courtship of Eddie`s Father (1963) (não creditada) .... Lee
- "The Clear Horizon" (1960) Série de TV.... Enid Ross (1960-1962)
- 4D Man (1959) .... Linda Davis ... conhecido como The Evil Force (1959) (Reino Unido) ... conhecido como Master of Terror (1965) (EUA)